# John C. Calhoun
John C. Calhoun (født 18. marts 1782, død 31. marts 1850) var USA's 7. vicepræsident.
- Wikimedia Commons har flere filer relateret til John C. Calhoun